# 覆活
《覆活》（英語：Amensalism）為2020年台灣偶像劇，由邱勝翊、任容萱、吳岳擎、姚以緹主演，2020年3月28日於台視綜合台、3月29日八大戲劇台、八大綜合台和Netflix播出。
本劇獲得中華民國文化部108年度超高畫質電視節目製作補助案連續劇類補助1230萬元。

## 劇情大綱
故事講述程佑寬（邱勝翊飾）和畢克葳（任容萱飾）是生命共同體，因為10歲那年，兩人同時發生重大事情，從此兩人命運糾葛在一起。就像戲裡的彼岸涵義，有花就沒有葉，所以程佑寬多活一天，畢克葳的生命就少活一天。

## 播出時間
以下時間以當地時間（台灣時間）為準

### 首播
| 頻道                  | 所在地                                      | 播放日期      | 播放時間             |
| --------------------- | ------------------------------------------- | ------------- | -------------------- |
| 台視主頻              | 臺灣                                        | 2020年3月28日 | 每週六 22:00         |
| 愛奇藝台灣站          | 臺灣                                        | 2020年3月28日 | 每週六 23:30         |
| LINE TV               | 臺灣                                        | 2020年3月28日 | 每週六 23:30         |
| Netflix               | 臺灣                                        | 2020年3月28日 | 每週六 23:30         |
| 八大戲劇台            | 臺灣                                        | 2020年3月29日 | 每週日 20:00         |
| LiTV 線上影視         | 臺灣                                        | 2020年3月29日 | 每週日 22:00         |
| viki                  | 歐洲 · 美洲 · 印度 · 新西兰                 | 2020年3月29日 | 每週日更新至最新集数 |
| Astro Go VOD          | 马来西亚 ·                                  | 2020年3月29日 | 每週日更新至最新集数 |
| 芒果TV國際            | 香港 · 澳門 · 泰國 · 菲律賓 · 越南 · 柬埔寨 |               | 已更新至最新集數     |
| 愛奇藝                | 中国大陆                                    | 2020年5月30日 | 已更新至最新集數     |
| 騰訊視頻              | 中国大陆                                    | 2020年5月30日 | 已更新至最新集數     |
| 優酷                  | 中国大陆                                    | 2020年5月30日 | 已更新至最新集數     |
| Astro雙星 Astro雙星HD | 马来西亚                                    | 2020年9月4日  | 每天 14:00 - 15:00   |

### 重播
| 頻道       | 所在地 | 播放日期      | 播放時間     |
| ---------- | ------ | ------------- | ------------ |
| 八大綜合台 | 臺灣   | 2020年3月29日 | 每週日 21:30 |
| 八大綜合台 | 臺灣   | 2020年3月30日 | 每週一 02:00 |
| 八大綜合台 | 臺灣   | 2020年4月5日  | 每週日 13:00 |
| 台視主頻   | 臺灣   | 2020年3月29日 | 每週日 23:45 |
| 台視主頻   | 臺灣   | 2020年4月4日  | 每週六 00:00 |
| 台視主頻   | 臺灣   | 2020年4月4日  | 每週六 13:00 |
| 八大戲劇台 | 臺灣   | 2020年3月30日 | 每週一 00:00 |
| 八大戲劇台 | 臺灣   | 2020年4月4日  | 每週六 20:00 |
| 八大戲劇台 | 臺灣   | 2020年4月5日  | 每週日 00:00 |
| 八大戲劇台 | 臺灣   | 2020年4月5日  | 每週日 14:00 |
| 八大戲劇台 | 臺灣   | 2020年4月11日 | 每週六 14:00 |

## 演員陣容

### 主要演員
| 演員   | 角色   | 介紹 | 登場集數          |
| 邱勝翊 | 程佑寬 | 29歲，SG特勤保全公司社長，和畢克葳同小學、是李耀青的高中同學。 寡言，卻言詞犀利、為人態度厭世中有一股看穿一切的冷漠。身為保鑣，他的腦袋比拳腳功夫好，總是能以最有策略、有效率的方法保護僱主人身安全。他最討厭的詞叫做『命運』，小時候的瀕死經驗心臟停止，腦部缺氧，讓他開始做起惡夢，也讓他體驗到無法救人的絕望殘酷，所以他叛逆，他桀傲不遜衝撞一切，憤憤不平，他不甘心自己一生就被這樣的命運綁住，直到遇見曾被他詛咒、恨過的克葳，愧疚感下讓他開始學著柔軟，學著放下身段，甚至為愛妥協，但命運還是給了他一道最終的考驗，讓保護人一向以效率為考量的程佑寬發現，這最終極的方法，或許就是犧牲…… | 全劇              |
| 郭大睿 | 程佑寬 | 小時候的程佑寬。 | 1-3,5-6,8-9,11-13 |
| 任容萱 | 畢克葳 | 29歲，衛理法律事務所→SG特勤保全公司律師，是程佑寬的小學同學、李耀青的大學同學。 外表看起來總是親切的笑著，為人熱心開朗，有耐性，正當你以為她是顆軟柿子、濫好人，非常好欺負的時候，如果不小心踩到她的底線，讓她理智斷線，瘋子克葳絕對會讓你後悔惹到她。在克葳心中，善惡的界線十分清楚，但這並不代表面對不公不義時她會忿忿不平，相反的，她會忍耐。早在小時候那場奪走她父母的車禍中她就已經學到，大哭大鬧的情緒化對任何事情都沒有幫助，所以她學著把真實情感隱藏在笑容之後，一切的忍耐、沉潛、努力，都是為了找出當年車禍的真兇，這也讓她成為一個追求真相，鍥而不捨的律師。但也因為如此，十幾年來克葳的人生除了工作、找兇手，就沒有其他的面向。直到程佑寬出現，這個與她完全相反的男人，給她空白的人生加了許多刺激，他照顧她，讓她開心，也讓她生氣，讓她除了微笑與容忍之外有了自己的喜怒哀樂。 | 全劇              |
| 何潔柔 | 畢克葳 | 小時候的畢克葳。 | 1-4,7-9,11-13     |
| 吳岳擎 | 李耀青 | 29歲，東帝集團法務長→執行長，是畢克葳的大學同窗麻吉、程佑寬的高中同學。 高端白領菁英，是耀青給人的第一印象，誰都不會相信，這樣的耀青來自一個破碎不堪的家庭。耀青對女性特別容易心軟，有騎士精神，是因為他的母親當年受到父親家暴，導致他心有愧疚，在面對家暴案件時，也特別容易情緒激動，他是個看似世故、老練，卻仍蘊含著熱血之心的律師。他和克葳親如家人，當他發現昔日決裂的舊友程佑寬與克葳越來越接近時，他和程佑寬之間已趨平緩的悲傷過往，也將逐漸的起了變化…… | 全劇              |
| 姚以緹 | 徐明菲 | 36歲，東帝集團執行長，後來被李耀青取代職務。 家世好，外貌優，學歷高，讓明菲從小就生活在鎂光燈下，而她也沒有辜負自身的優勢，在國外成為電影明星，一回台接任東帝，立刻獲得全台最美執行長的稱號。但就像滿月的月亮，有著不為人知的陰暗面，明菲其實還有個姊姊，在父親徐兆德眼中，她覺得自己永遠也比不上她……而且她還有一件連自己也不知道的祕密，那就是她曾經失去一個月的記憶，每當提起那一個月的事，明菲就會覺得家裡人的態度閃躲，直到克葳直指當年父母的車禍與自己父親有關時，明菲隱隱覺得答案似乎就藏在那一個月的記憶之中，於是，她決定直面自己的回憶。十九年前害死克葳爸媽的兇手。 | 全劇              |
| KIKI   | 徐明菲 | 本名陳婉玉，左手戴手鍊，整形成執行長模樣的瘋狂愛慕者，病態性格、情緒暴躁又天馬行空，崇拜徐明菲。 | 5-6,8-10,12       |
| 吳欣芸 | 徐明菲 | 高中時候的徐明菲。 | 4-6               |

### 其他演員
| 演員   | 角色       | 介紹 | 登場集數           |
| 黃仲崑 | 徐兆德     | 60歲，東帝集團董事長，徐明菲的爸爸 深沉、內斂，喜怒不形於色，縱橫商界大半輩子，徐兆德早就認清真相是什麼並不重要，因為權力決定了真相。但就算兆德能夠隻手遮天，他畢竟是個凡人，他生命中的變數就是二女兒明菲，越想控制，就越失控。而且呼風喚雨的兆德，也有受制於人的弱點，當這項弱點被有心人利用時，他不擇手段的反擊，終究讓昔日的謊言越來越多破綻。 | 2-7,9-13           |
| 嚴藝文 | 江怡芬     | 55歲，程佑寬的媽媽，里長 歐巴桑若是史上最強生物，怡芬絕對是最強中的最強。不但兒子的手下們都叫她大Boss，連兒子看到她都不敢吭聲。可是這樣的強，是這十九年獨自帶大兒子練就的，當十九年前丈夫程大器莫名失蹤後，面對疑似有精神狀況的兒子，怡芬必須要更堅強，但這卻也造成她跟佑寬之間難以言喻的心結，直到克葳的出現，兩母子的關係終於有了轉機。         | 1-2,5-13           |
| 游安順 | 程大器     | 58歲，程佑寬的爸爸，徐兆德前任秘書 好好先生，是程大器的外表，忠心善良是他的內裝，他本以為自己能跟著徐兆德一輩子，賺錢養家直到看見兒子娶妻生子，退休後帶老婆環遊世界，但命運卻開了他一個大玩笑，他單純的人生計劃從那天後必須徹底改變，因為唯有如此，才有重生的機會。                                                                               | 2,5-10(回憶),12-13 |
| 陸羿   | 艾司       | 25歲，綽號Ace，SG特勤保全公司保安人員 體格高大，擁有多項武術證照，沉默寡言，使命必達，是全SG中身手最好的保安人員。 | 全劇               |
| 蔡函岑 | 小米       | 25歲，SG特勤保全公司保安人員 外表乾淨、俐落、氣質中性、比起制伏有威脅的人物，小米更擅長找尋退路，保護目標離開危險，雖然小米外表個性都像個溫柔的騎士，但其實小米內心跟每個女生一樣，都有個小公主，期待真命天子的出現。 | 全劇               |
| 林鶴軒 | 林春雄     | 25歲，SG特勤保全公司電腦工程師 是一個可以穿著睡衣，靠電腦就可以解決國際危機的駭客級工程師，因為覺得政府單位好煩人，所以寧可屈居在程佑寬的公司，工作目標完全是不為錢，只為做興趣的代表。春雄體力弱、視力差，是爬樓梯都會氣喘的文青體質，但總是在危急時刻，成為公司最堅強的後盾。                                                                   | 1-2,4-13           |
| 狄志杰 | 何醫師     | 40歲，笑咪咪身心科診所院長 放輕鬆，不要拘束，是他的口頭禪，也是他給人的感覺。在病人之間口碑良好，因為有時心病除了藥，你需要的就是一個願意聽你說話的對象。與佑寬長年的醫病關係，讓兩人有了某種形式的友誼，雖然兩人說話常常都是雞同鴨講，但也因此會給佑寬不同的刺激。                                                                               | 1-2,7-8            |
| 藍甯彤 | 劉曉芳     | 28歲，普通上班族 有些錯不是只有天下的男人才會犯，女人也會，雖然她只是懦弱了點，動搖了點，然而想分手時，並不是每個被辜負的那方都會悶不吭聲。曉芳最大的幸運就是遇見了克葳。 | 1,3-4              |
| 唐振剛 | 方景安     | 28歲，普通上班族 大家不要忘了，工具人手上的很多工具，都是足以致命的。如果沒遇上劉曉芳，他真的是個單純的好人，但兩人的感情讓他陷入執念，直到一切爆發……後來為了劉曉芳跳樓自殺 | 1,3-4              |
| 馬力歐 | 調解陳委員 | 聽說背後很硬，靠山很大。 | 1                  |
| 吳承洋 | Sam        | 約炮男 | 5                  |
| 言明澔 | 鄭秘書     | 東帝集團董事長秘書。 | 7-13               |
| 周丹薇 | 林玉慧     | 徐明菲的母親。 | 8-10               |
| 管謹宗 | 黃檢察官   | 北區地檢署的檢察長，李耀青大學最尊敬的導師，徐兆德的老朋友。 | 10,13              |

### 客串演出
| 演員   | 角色       | 介紹 | 登場集數        |
| 陳以文 | 張志忠     | 47歲，縱火犯，大聖大學畢業 他是路人經過他身邊瞥了一眼，都會覺得他很有事的邊緣份子。一個真實存在在社會之中，但你卻不想承認的惡意，而當惡意貪婪的擴散，終究會喚醒遲來的正義。 | 1-3             |
| 王宣   | 王淑婷     | 住在明日之星社區12樓，縱火犯張志忠隨機殺人的受害者之一，被畢克葳救活的人。 | 1               |
| 夏靖庭 | 方彥華     | 56歲，修車廠老闆，方景安的爸爸 原本，他是個老實，普通，不多話的人，獨自撫養兒子方景安長大，以為當年那件事，只要他閉上眼，閉上嘴，就如同船過水無痕一般，永遠不會再被記起，沒想到卻因為兒子的緣故，他從一個老實人，變成復仇的化身，而他的舉動，竟像毛線一樣，牽扯出後面的千絲萬縷。與其說，彥華是個復仇者，不如說，他只是個被世界逼瘋的普通人。 | 3-7,9(回憶)     |
| 子育   | 陳美琪     | 43歲，普通上班族，畢克葳的阿姨 在畢克葳父母雙亡後，年僅二十多歲的她承擔了養育克葳的責任。未婚，擁有熟女的魅力，還有葷素不忌的談話風格，永遠期待愛情，和克葳的相處有如朋友一般。身為克葳唯一的親人，雖然她不願意承認，但她真的為了克葳奉獻了自己的青春，不過也因為她獨立，正向，包容開放的教育態度，讓克葳就算遭逢創傷，仍能擁有健全的心靈。   | 2-3,5,7,9,11-12 |
| 洪詩   | 店員       | 藥妝店店員 | 3               |
| 曲獻平 | 新郎       | 劉曉芳的前未婚夫 | 4               |
| 徐佳玲 | 新娘       | | 4               |
| 何曼寧 | 李媽媽     | 李耀青的媽媽，被李耀青的爸爸家暴成植物人。 | 4-5,8(回憶)     |
| 李永康 | 李爸爸     | 李耀青的爸爸，把李耀青的媽媽家暴成植物人。 | 4               |
|        | 阿珠嬤     | 放養流浪貓 | 5               |
|        | 白叔       | 徐兆德前司機 | 8               |
|        | 假冒程大器 | 在山上撿到程大器健保卡。 | 8-9             |
| 劉心宇 | 李太太     | |                 |
| 賴雅琪 | 女主播     | 新聞報導主播。 | 12              |

## 電視劇歌曲
| 曲別   | 歌名       | 演唱者 | 作詞   | 作曲           |
| 片頭曲 | 讓我守護你 | 邱勝翊 | 顧遠   | 張暐弘、邱鋒澤 |
| 片尾曲 | 看破       | 曾昱嘉 | 王笠人 | 王笠人         |
| 插曲   | 反反覆覆   | 王笠人 | 王笠人 | 王笠人         |
| 插曲   | 每         | 知更   | 劉庭佐 | 劉庭佐         |

## 收視率
| 臺灣 臺灣電視台 首播收视率 （AGB尼爾森） |               |        |      |      |
| 集數                                     | 播出日期      | 收视率 | 排名 | 備註 |
| 1                                        | 2020年3月28日 | 0.49   | 5    |      |
| 2                                        | 2020年4月4日  | 0.39   | 5    |      |
| 3                                        | 2020年4月11日 | 0.33   | 5    |      |
| 4                                        | 2020年4月18日 | 0.41   | 5    |      |
| 5                                        | 2020年4月25日 | 0.48   | 5    |      |
| 6                                        | 2020年5月2日  | 0.48   | 5    |      |
| 7                                        | 2020年5月9日  | 0.40   | 5    |      |
| 8                                        | 2020年5月16日 | 0.42   | 5    |      |
| 9                                        | 2020年5月23日 | 0.59   |      |      |
| 10                                       | 2020年5月30日 | 0.39   |      |      |
| 11                                       | 2020年6月6日  | 0.45   |      |      |
| 12                                       | 2020年6月13日 | 0.31   |      |      |
| 13                                       | 2020年6月20日 | 0.44   |      |      |
| 平均收視率                               | 平均收視率    | 0.43   |      |      |

1. 同时段或交叉时段主要节目：
  - 華視《天才衝衝衝》
  - 中視《綜藝玩很大》
  - 民視《舞力全開》
  - 三立都會台《跟鯊魚接吻》／《浪漫輸給你》
  - 公視《鏡子森林》／《妖怪人間》／《奇蹟的女兒》／《路～台灣Express～》／《我的婆婆怎麼那麼可愛》
  - TVBS歡樂台《墜愛》／《我們不能是朋友》
2. 数据由AGB尼爾森調查，調查範圍是四歲以上收看電視之觀眾。
3. 資料來源：台灣-偶像劇場、凱絡媒體週報。

## 取景
- 林口分局
- 汐止汐萬路二段北港國小
- 宜蘭1068 Villa 私人會館
- 臺北捷運北投站
- 內湖洲尾庄

## 製作團隊
- 導演：詹家維、許介亭
- 執行導演：楊宗翰、黎先彧
- 出品人：王克捷
- 總策劃：薛鳳
- 監製：楊秋蘭、方可人、辛舒蓓
- 製作人：黃萬伯
- 企劃：游芳瑄
- 編審：丁玉華
- 編劇統籌：禹元元
- 編劇：蔡芳紜、孫詩帆
- 執行製作人：張志偉
- 製作公司：八大電視、伯特利影像製作
- 冠名贊助
  - 台視：大誠保險經紀人
  - 八大：樂敦製藥

## 外部連結
- 台視官方網站
- 八大電視官方網站
- 覆活的Facebook專頁
- 覆活的Instagram帳戶
- 在Netflix上觀看《覆活》

| 臺灣 台視主頻 周六優質戲劇 | 臺灣 台視主頻 周六優質戲劇              | 臺灣 台視主頻 周六優質戲劇 |
| --- | --------------------------------------- | -------------------------- |
| | 覆活 （2020年3月28日－2020年6月20日）   |                            |
| 男神時代 （2019年7月6日－2019年10月12日）我們不能是朋友（重播） （2019年10月19日－2020年2月1日）植劇場－花甲男孩轉大人（重播） （2020年2月8日－2020年3月21日） | 男朋友 （2020年6月27日－2020年9月12日） |                            |

| 臺灣 八大戲劇台 每週日 20:00 - 21:30              | 臺灣 八大戲劇台 每週日 20:00 - 21:30                                                                  | 臺灣 八大戲劇台 每週日 20:00 - 21:30 |
| ------------------------------------------------- | --- | ------------------------------------ |
|                                                   | 覆活 （2020年3月29日－2020年6月21日）                                                                 |                                      |
| 我的男孩（重播） （2020年1月19日－2020年3月28日） | 我可能不會愛你（重播） （2020年6月28日－2020年9月13日）因為我喜歡你 （2020年9月20日－2020年12月27日） |                                      |

| 马来西亚 Astro雙星、Astro雙星HD 每天 14:00 - 15:00 | 马来西亚 Astro雙星、Astro雙星HD 每天 14:00 - 15:00 | 马来西亚 Astro雙星、Astro雙星HD 每天 14:00 - 15:00 |
| -------------------------------------------------- | -------------------------------------------------- | -------------------------------------------------- |
|                                                    | 覆活 （2020年9月4日 - 2020年9月23日）              |                                                    |
| 三十而已 (2020年7月22日 - 2020年9月3日)            |                                                    |                                                    |